# 오병우
오병우(吳秉祐, 2003년 4월 7일 ~ )는 대한민국의 바둑 기사이다.

## 약력
경기도 군포 출신으로 군포의 바둑도장에서 처음 바둑을 접했다. 이후 산본의 진석바둑도장에서 바둑을 배웠고 2014년 세계마인드스포츠 최강부와 맑은샘배 우승과 한화생명배 준우승에 이어 2015년 제3회 열린바다배 전국어린이바둑왕전에서 6전 전승으로 우승을 차지했다. 2017년 제8회 영재입단대회를 통해 입단했다. 2017년 제6기 하찬석 국수배 영재바둑대회 본선 20강에 올랐고 2019년 제7기 하찬석 국수배 영재바둑대회 본선 16강에 진출했다. 2020년 3단을 거쳐 2022년에 5단으로 승단했다.